# Alex Mineiro
Alexander Pereira Cardoso, meglio noto come Alex Mineiro (Belo Horizonte, 15 marzo 1975), è un ex calciatore brasiliano, di ruolo attaccante.

## Carriera
Cresciuto nell'América Mineiro, iniziò la carriera professionistica nel 1996; nel 1997 si trasferì al Cruzeiro di Belo Horizonte, squadra che in quell'anno vinse la Coppa Libertadores. Una volta lasciata la raposa giocò per i due club di Salvador, Vitória e Bahia, ed ebbe una fugace esperienza all'União Barbarense. Dopo un ritorno di durata altrettanto breve al Cruzeiro, fu l'Atlético Paranaense di Curitiba ad assicurarsi le prestazioni dell'attaccante. Con Kléber Pereira formò una coppia d'attacco efficace, come testimoniano i 17 gol a testa marcati nel Campeonato Brasileiro Série A 2001. Grazie dunque alle prestazioni dei suoi attaccanti, l'Atlético vinse il campionato per la prima volta nella sua storia.
Si separò dalla società dello Stato del Paraná per andare a giocare in Messico, agli UANL Tigres, con cui però non rimase a lungo, tornando ben presto in patria. Nel 2005 visse la sua seconda esperienza all'estero, grazie all'opportunità offertagli dai Kashima Antlers. Nel continente asiatico Alex Mineiro mantenne una buona media gol nel corso di due edizioni della J. League. Un fruttuoso passaggio al Palmeiras, durante il quale divenne capocannoniere del Campeonato Paulista non gli permise però di rimanere contrattualmente legato a tale società, pertanto il Grêmio lo prelevò il 18 dicembre 2008. Debuttò con la sua nuova squadra il 21 gennaio 2009, contro l'Inter de Santa Maria, all'Estádio Presidente Vargas. A causa di performance non positive venne messo in lista per il trasferimento dalla società di Porto Alegre il 18 luglio dello stesso anno. Il giorno successivo venne dunque acquistato dall'Atlético Paranaense.

## Palmarès

### Club

#### Competizioni statali
- Campeonato Mineiro: 1

Cruzeiro: 1997
- Campeonato Paranaense: 2

Atletico Paranaense: 2001, 2005
- Campeonato Paulista: 1

Palmeiras: 2008

#### Competizioni nazionali
- Campionato brasiliano: 1

Atletico Paranaense: 2001

#### Competizioni internazionali
- Coppa Libertadores: 1

Cruzeiro: 1997

### Individuale
- Bola de Ouro: 1

2001
- Capocannoniere del Campeonato Paulista: 1

2008 (15 gol)